# Anton Kannemeyer
Pour les articles homonymes, voir Kannemeyer.
Anton Kannemeyer, né le 30 octobre 1967 au Cap, est un artiste contemporain sud-africain, également auteur de bande dessinée sous le pseudonyme Joe Dog. 
Il a enseigné à l'université du Witwatersrand de Johannesburg et à l'université du Cap.

## Biographie
Après avoir suivi des études d'art à l'université de Stellenbosch, Anton Kannemeyer crée avec Conrad Botes la revue Bitterkomix en 1992, qui dénonce la mentalité afrikaner et proclame la rupture d'une partie de la jeunesse blanche sud-africaine avec la génération de leurs parents. Ils sont rejoints par d'autres auteurs comme Ina van Zyl et Lorcan White (frère d'Anton Kannemeyer), puis Karlien de Villiers ou Joe Daly. Le collectif d'auteurs publiant dans Bitterkomix défraie la chronique en 1994 à la suite de la parution de Gif : Afrikaner Sekskomix, qui est interdit par le South African Publications Board durant plus de huit mois pour pornographie.
Anton Kannemeyer publie sous le pseudonyme de Joe Dog plusieurs œuvres dénonçant de manière crue le racisme de la société sud-africaine post-apartheid et les conséquences de la période coloniale en Afrique. Son travail est régulièrement exposé dans des galeries d'art sud-africaines, européennes et nord-américaines.
En mai 2015, son livre Pappa in Afrika, qui parodie Tintin au Congo en dépeignant le héros de Hergé en colon violent et raciste, est retiré de la vente par la librairie de la fondation Calouste-Gulbenkian à Lisbonne, provoquant des accusations de censure contre le directeur de la fondation,.

## Œuvres publiées en français
- Participation à Comix 2000, L'Association, 1999.
- « Noir », dans Lapin no 31, février 2002.
- Bitterkomix[9],[10] (anthologie), avec Conrad Botes, L'Association, 2009.
- Pappa in Afrika, La Cinquième Couche, 2018, 2-39008-044-8

## Œuvres publiées en anglais
- The Big Bad Bitterkomix Handbook, Jacana Media, 2006, 9781770093034
- Fear of a Black Planet, Stevenson, 2008
- Bitterkomix 15, Jacana Media, 2008, 9781770095274
- Alphabet of Democracy, Jacana Media, 2010, 9781431400775
- Pappa in Afrika, Jacana Media, 2010
- Bitterkomix 16, Jacana Media, 2013
- Bitterkomix 17, Jacana Media, 2016